# 949
949 је била проста година.

## Догађаји
- Византијско-арапски ратови: Хамданидске снаге под вођством Саифа ал-Давле упадају у тему Ликандоса, али су поражене. Византинци су у контранападу и заузели Германикеју, поразивши војску из Тарса и извршили рацију чак на југ до Антиохије. Генерал (стратегос) Теофил Куркуас заузима Теодозиопољ (данашњи Ерзурум) после 7-месечне опсаде.
- Византијска експедициона снага под командом Константина Гонгила покушава да поново освоји емират Крит од Сарацена. Експедиција се завршава катастрофалним неуспехом; византијски логор је уништен у изненадном нападу. Сам Гонгилес једва успева да побегне на свом броду.
- Абдулрахман III, калиф од Кордобе, проглашава џихад, припремајући велику војску и осваја град Луго на крајњем северу Иберије. Показало се да је овај напад један од најдаљих рација које су муслимани у Шпанији икада извели, учињен као показивање снаге муслиманске државе у Ал-Андалузу.
- Српски кнез Прибина је убио кнеза Мирослава Трпимировића током грађанског рата.
- Мађари побеђују баварску војску код Лаа (модерна Аустрија).
- 14. септембар – Фуџивара но Тадахира, политичар и канцелар (кампаку), умире у свом родном Кјоту. Пошто је управљао Јапаном као регент под царем Сузакуом од 930. Клан Фуџивара ће наставити да држи регентство до 1180. године, контролишући царску владу Јапана.